# Gabasheane Masupha
Morena Gabasheane Masupha (ur. 26 grudnia 1903, zm. sierpień 1949) – regent królestwa Basuto (dzisiejsze Lesotho) od 26 grudnia 1940 do 28 stycznia 1941.
Syn Masuphy II Lepoqo Masuphy i 'Mankhabe. Był głównym wodzem Ha-'Mamathe, Teya-teyaneng, Thupa-kubu i Jorotane. Tymczasową władzę przejął po śmierci króla Seeiso (oficjalnie zmarłego z powodu zgorzeli, jednak najprawdopodobniej otrutego). Kolejną regentką w latach 1941–1960 została 'Mantšebo Amelia 'Matšaba. Był żonaty z 'Mamathe Masupha, miał z nią córki  'Mankhabe Masuphę, Mathe Masuphę i 'Mabatho Masupha oraz synów Masuphę Masuphę, Koali Masuphę, Sempe Masuphę, Michele Masuphę i Morenę Masuphę III, wodza Thupa Kuba. W 1949 został skazany na śmierć za zabójstwa rytualne i powieszony.